# Itapuranga
Itapuranga là một đô thị thuộc bang Goiás, Brasil. Đô thị này có diện tích 1227,16 km², dân số năm 2007 là 25646 người, mật độ 19,9 người/km².